# Дукі-ді-Кашіас
Дукі-ді-Кашіас (порт. Duque de Caxias) — місто і муніципалітет в Бразилії, штат Ріо-де-Жанейро. Складова частина мезорегіону Агломерація Ріо-де-Жанейро. Входить в економіко-статистичний мікрорегіон Ріо-де-Жанейро. Населення становить 808 161 осіб (станом на 2022 рік). Займає площу 467,3. км². Густота населення — 1729.36 осіб/км².

## Історія
Місто засноване 31 грудня 1943 року.